# Långsjön (Estuna socken, Uppland)
Långsjön är en sjö i Norrtälje kommun i Uppland och ingår i Skeboåns huvudavrinningsområde. Sjön är 3 meter djup, har en yta på 0,0632 kvadratkilometer och befinner sig 22,9 meter över havet. Långsjön ligger i Långsjön Natura 2000-område som i sin tur ligger i Karlsdalsmossen Natura 2000-område.

## Delavrinningsområde
Långsjön ingår i det delavrinningsområde (664230-165470) som SMHI kallar för Utloppet av Långsjön. Medelhöjden är 29 meter över havet och ytan är 0,77 kvadratkilometer. Det finns inga avrinningsområden uppströms utan avrinningsområdet är högsta punkten. Vattendraget som avvattnar avrinningsområdet har biflödesordning 4, vilket innebär att vattnet flödar genom totalt 4 vattendrag innan det når havet efter 32 kilometer. Avrinningsområdet består mestadels av skog (86 procent). Avrinningsområdet har 0,62 kvadratkilometer vattenytor vilket ger det en sjöprocent på 5,2 procent. Bebyggelsen i området täcker en yta av 0,19 kvadratkilometer eller 2 procent av avrinningsområdet.